# Юліус Велльгаузен
Юліус Велльгаузен (нім. Julius Wellhausen; 17 травня 1844, Гамельн, Саксонія — 7 січня 1918, Ґеттінґен, Саксонія, Німецька імперія) — німецький протестанський теолог, сходознавець, біблеїст, дослідник Біблії та історії Близького Сходу. Велльгаузен був засновником історико-критичного методу у біблеїстиці. Автор документарної гіпотези.

## Біографія
Юліус Велльгаузен народився 17 травня 1844 року у Гамельні (Німеччина) в сім'ї протестантського (лютеранського) пастора. Початкову і середню освіту здобув в школах Гамельна і Ганновера. 1862 вступив на теологічний факультет Ґеттінґенського університету, де під керівництвом Г. Евальда вивчав Старий Завіт і східні мови.
1870 Велльгаузен захистив докторську дисертацію і став приватдоцентом Ґеттінґенського університету. 1872 отримав посаду професора Грайфсвальдському університету. Коли 1878 вийшов у світ його «Вступ до історії Ізраїля» (нім. Prolegomena zur Geschichte Israels), він покинув професорську кафедру богослов'я внаслідок дистанціювання від церкви і став викладачем давньосхідних мов університету міста Галле.
З 1882 спочатку як екстраординарний професор і по 1885 Велльгаузен працював на постійній основі на філософському факультеті університету в Галле. 1895 працював професором. Потім він був запрошений в Марбурзький університет, а з 1892 року займав посаду професора Ґеттінґенського університету. Влітку 1913 закінчив викладацьку роботу на факультеті філософії Марбурзького університету.
Помер 7 січня 1918 року в Ґеттінґені.

## Біблеїстика
На підставі текстологічного аналізу перших шести книг Біблії і зіставлення його результатів з історичними даними він сформував Документальну гіпотезу про етапи у створенні шести перших книг Старого Завіту. Він припустив існування такого собі «жрецького кодексу», який ліг в основу П'ятикнижжя і книги Ісуса Навина («Шестикнижжя» (Hexateuch — грец. Ἑξάτευχος) і найбільше в основу книг Левит і Числа, а також в меншій мірі Буття і Вихід. Велльгаузен вважав, що Жрецький кодекс відображає реалії осілого побуту євреїв і не міг бути написаний за часів Мойсея. Найбільш вірогідною датою його створення Велльгаузен вважав VI століття до н. е. (Вавилонський полон). Второзаконня, на його думку, з'явилося століттям раніше, тобто у VII столітті до н. е. До чотирьох джерел Старого Завіту Велльгаузен відносив: Елогіста, Ягвіста, Жрецький кодекс і Девтерономіста.

## Вступ до історії Ізраїля (нім.Prolegomena zur Geschichte Israels)
Велльгаузен був відомий своїми критичними дослідженнями старозавітної історії та складом Шестикнижжя. Він, мабуть, найвідоміший за його «Вступом до історії Ізраїля» (нім. Prolegomena zur Geschichte Israels) дописаної у 1883 і вперше опублікованої у 1878 році як Історія Ізраїля нім. Geschichte Israels, в якій він висунув остаточне формулювання документальної гіпотези. У монографії він ставить питання і шукає відповіді, чи закон був вихідним пунктом для історії стародавнього Ізраїля чи це був вихідний пункт юдаїзму, тобто релігійної громади, що вижила після знищення ізраїльського народу асирійцями і халдеями. У роботі він стверджує, що Тора (або П'ятикнижжя) бере початок у редакції чотирьох споконвічно незалежних текстів, що датуються кількома століттями за часів Мойсея, тобто їх традиційного автора. Гіпотеза Ю. Велльгаузена залишалася панівною моделлю для досліджень П'ятикнижжя до останньої чверті XX століття, коли її почали вдосконалювати інші вчені-дослідники Біблії, які бачили все більше авторів, що взяли участь у роботі над Торою і приписували їх періоди навіть пізніші, ніж запропонував Велльгаузен.

## Вибрані праці
- De gentibus et familiis Judaeis (Göttingen, 1870)
- Der Text der Bücher Samuelis untersucht (Göttingen, 1871)
- Die Phariseer und Sadducäer, класичний трактат на цю тему (Greifswald, 1874)
- Prolegomena zur Geschichte Israels (Berlin, 1882; 3rd ed., 1886; Eng. trans., Edinburgh, 1883, 1891; 5th German edition, 1899; спочатку опублікована 1878 як Geschichte Israels; переклад англійською мовою Prolegomena to the History of Ancient Israel, Forgotten Books, 2008, ISBN 978-1-60620-205-0. Також доступна Project Gutenberg  [Архівовано 19 вересня 2011 у Wayback Machine.])
- Muhammed in Medina, переклад Al-Waqidi (Berlin, 1882)
- Die Composition des Hexateuchs und der historischen Bücher des Alten Testaments (1876/77, 3rd ed. 1899)
- Israelitische und jüdische Geschichte (1894, 4th ed. 1901)
- Reste arabischen Heidentums (1897)
- Das arabische Reich und sein Sturz, свого часу стандартний сучасний виклад історії Омеядів (1902), переклад англійською мовою The Arab Kingdom and its Fall (1927)[5]
- Urdu Translation: «Saltanat e Arab Aur Uska Suqoot».[6]
- Skizzen und Vorarbeiten (1884—1899)
- Medina vor dem Islam (1889)
- Нове переглянуте видання Einleitung in das Alte Testament Фрідріха Блека (4–6, 1878—1893).
- Die kleinen Propheten, критична брошура (1902)
- «The Book of Psalms» у Sacred Books of the Old Testament (Leipzig, 1895; Eng. trans., 1898)

1906 виходить Die christliche Religion, mit Einschluss der israelitisch-jüdischen Religion у співпраці з Адольфом Юліхером, Адольфом фон Гарнаком та іншими. Юл. Велльгаузен також видає інші роботи: «Коментарі до Нового завіту», публікує Das Evangelium Marci, übersetzt und erklärt у 1903 р., Das Evangelium Matthäi і Das Evangelium Lucae у 1904 р. та Einleitung in die drei ersten Evangelien у 1905.